# Tommy Eliasson
Tommy Eliasson, född 1980 i Boden, Norrbotten, är en svensk alpin skidåkare. Han är en av pionjärerna inom svensk skicross och var åren 2005-2007 åkande förbundskapten. Inom skicross har han tagit två SM-silver och ett SM-guld. I Skicross världscupen 2008/09 slutade han på en total världscup ranking av 15 efter att bl.a. blivit trea i Österrikiska St Johann. Tidigare höjdpunkter är säsongen 2005/06 där han slutade totalt 9:a i världscupen samt tog en 4:a plats i VM. 
Debuterade precis som sin sport vid Olympiaden i Vancouver 2010 vilket slutade med en 13 plats.
Han avslutade sin skicrosskarriär år 2010.